# Saltationnisme

Gradualisme phylétique
versus théorie des équilibres ponctués.

En biologie, le saltationnisme (du latin saltus, « saut ») est une théorie de l'évolution selon laquelle les macromutations sont le moyen par lequel des sauts évolutifs importants pourraient se produire en une ou quelques générations. Cette saltation (le saut adaptatif ou saut évolutif) étant le passage par sauts brusques d'une valeur stable à une autre valeur stable, ou dit autrement d'une stase à une autre (période où l'espèce n'évolue pas).
Ce concept qui minimise le rôle de la sélection naturelle est opposé au gradualisme phylétique (en) admis par la théorie synthétique de l'évolution qui implique des changements évolutifs lents et progressifs.

## Éléments historiques

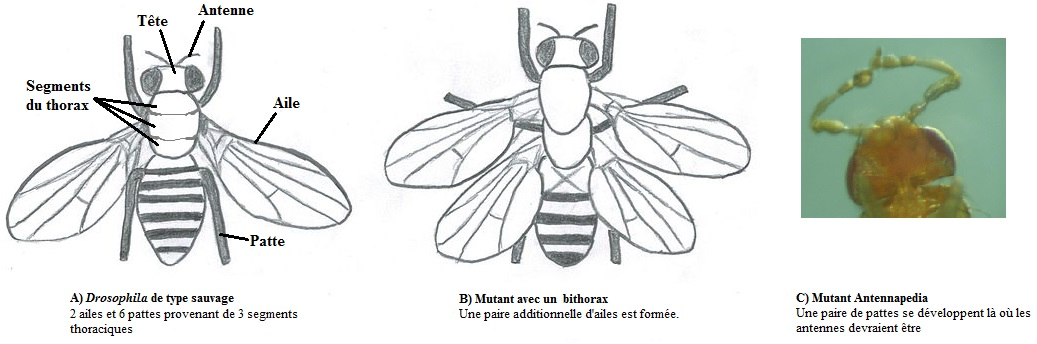
Des mutations induites chez la drosophile engendrent des candidats au statut de monstre prometteur.

La pensée saltationniste existe déjà dans les mythes de métamorphose forgés par les présocratiques. Elle se développe au XIXe siècle avec les études descriptives des anomalies congénitales chez les monstres (tératologie) initiées par Étienne Geoffroy Saint-Hilaire, et les conceptions des darwiniens Huxley (1859) et Galton (1869) inspirés par les théories catastrophistes. Au début du XXe siècle, le botaniste néerlandais Hugo de Vries propose un mécanisme saltatoire dans sa théorie mutationniste qu'il élabore de 1901 à 1903
La théorie des monstres prometteurs proposée dès 1933 par Richard Goldschmidt, est une théorie saltationniste selon laquelle un couple de mutants très différents de leurs parents pourrait fonder une nouvelle espèce en un temps très bref. La sélection joue un rôle secondaire en éliminant les monstres non viables.
Certains biologistes ont cependant vu dans des théories néo-darwinistes des résurgences d'une nouvelle forme de saltationnisme, c'est le cas notamment de la théorie des équilibres ponctués de Stephen Jay Gould et Niles Eldredge, vivement critiquée par Richard Dawkins, bien que ses auteurs se défendent de toute idée saltationniste, considérant que la ponctuation concerne des durées géologiques brèves (en quelques milliers ou millions d’années), et la saltation des durées biologiques (une ou quelques générations).